# Кашкарагаиха (река)
Кашкарагаиха — река в России, в Первомайском и Тальменском районах Алтайского края. Протекает по территории Северного, Новоозёрского и Кашкарагаихинского сельсоветов.
Длина реки составляет 84 км, площадь водосборного бассейна — 528 км². Устье расположено в селе с. Кашкарагаиха в 53 км по левому берегу реки Чумыш. Имеет левобережный приток без названия длиной 10 км, впадающий в реку в 76 км от устья.
Своё название река получила из-за того, что проходит через ленточный бор (с тюркского гидроним обозначает «тёмный бор»).

## Ихтиофауна
Ихтиофауна реки представлена следующими видами рыб: щука, окунь, ёрш, плотва, елец, язь, серебряный карась, пескарь, налим, сибирская щиповка.
Река является местом нереста, нагула и зимовки большинства из указанных видов рыб.